# Ансамблі у вікторіанському стилі та ар-деко в Мумбаї
Ансамблі у вікторіанському стилі та арт-деко Мумбая — це зібрання публічних будівель епохи вікторіанського відродження 19-го століття та приватних будівель 20-го століття в мумбайському стилі ар-деко в районі Форт у Мумбаї. 2018 року цей ансамбль було оголошено ЮНЕСКО об'єктом Світової спадщини
Ці будівлі розташовані навколо Овального майдану, великого рекреаційного майданчика, який колись був відомий як Еспланада. Східну частину Овалу оточують громадські будівлі у вікторіанській готиці, а із західної боку — будівлі у стилі ар-деко в районах Бек Бей Рекламейшн і Марін Драйв. Ця номінація спрямована на охорону загалом 94 будівель.
Будівлі у вікторіанському стилі 19-го століття, розташовані на схід від Овалу, — це головним чином Вищий суд Мумбая, Університет Мумбая (Форт Кампус) і Міський цивільний і сесійний суд (розміщений у будівлі старого секретаріату). На цій ділянці також розташована одна з визначних пам'яток Мумбая, годинникова вежа Раджабай. Будівлі 20-го століття у стилі ар-деко обрамляють західну ділянку Овалу і складаються в основному з приватних житлових будинків і кінотеатру Ерос серед інших.
Цей ансамбль будівель вікторіанської готики та ар-деко було додано до списку об'єктів світової спадщини 30 червня 2018 року під час 42-ї сесії Комітету світової спадщини в Манамі, Бахрейн.

## Список пам'яток або об'єктів спадщини

### Вікторіанський

#### Індійська неоготична (індуїстська готика) архітектура
- Міський цивільний та сесійний суд (старий секретаріат)
- Комплекс Мумбайського університету:
  - Годинникова вежа Раджабай
  - Бібліотека університету
  - Зал засідань
- Вищий суд Мумбая
- Будівля відділу громадських робіт
- Особняк Еспланада
- Бібліотека Девіда Сассуна
- Ельфінстонський коледж
- Штаб-квартира поліції Махараштри
- Індійський торговий особняк
- Фонтан Веллінгтона

#### Неокласика
- Стандартна будівля Chartered Bank
- Будівля армії і флоту
- Інститут наук
- Сер Коваджі Джегангір Холл, Національна галерея сучасного мистецтва (Мумбай)Національна галерея сучасного мистецтва

#### Індо-сарацинський
- Штаб-квартира Західної залізниці
- Музей Чатрапаті Шиваджі Магараджа
- Величний Аамдар Нівас

### Арт-деко
- Кінотеатр Regal
- Особняк Мотабхой
- Суна Магал
- Кеваль Магал
- Забудова навколо Овального майдану та Марін Драйв

## Галерея

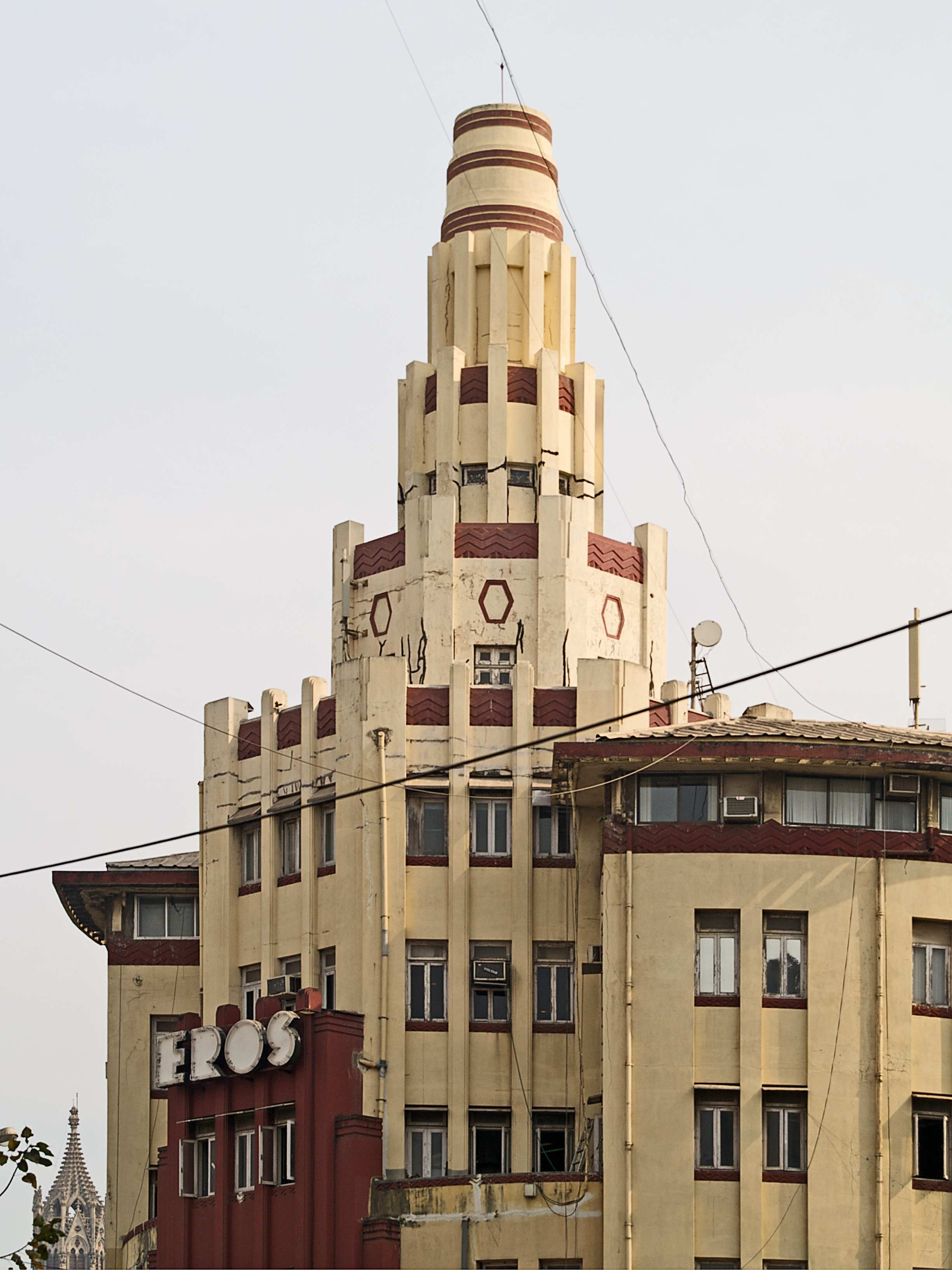
Кінотеатр Ерос (ар-деко)
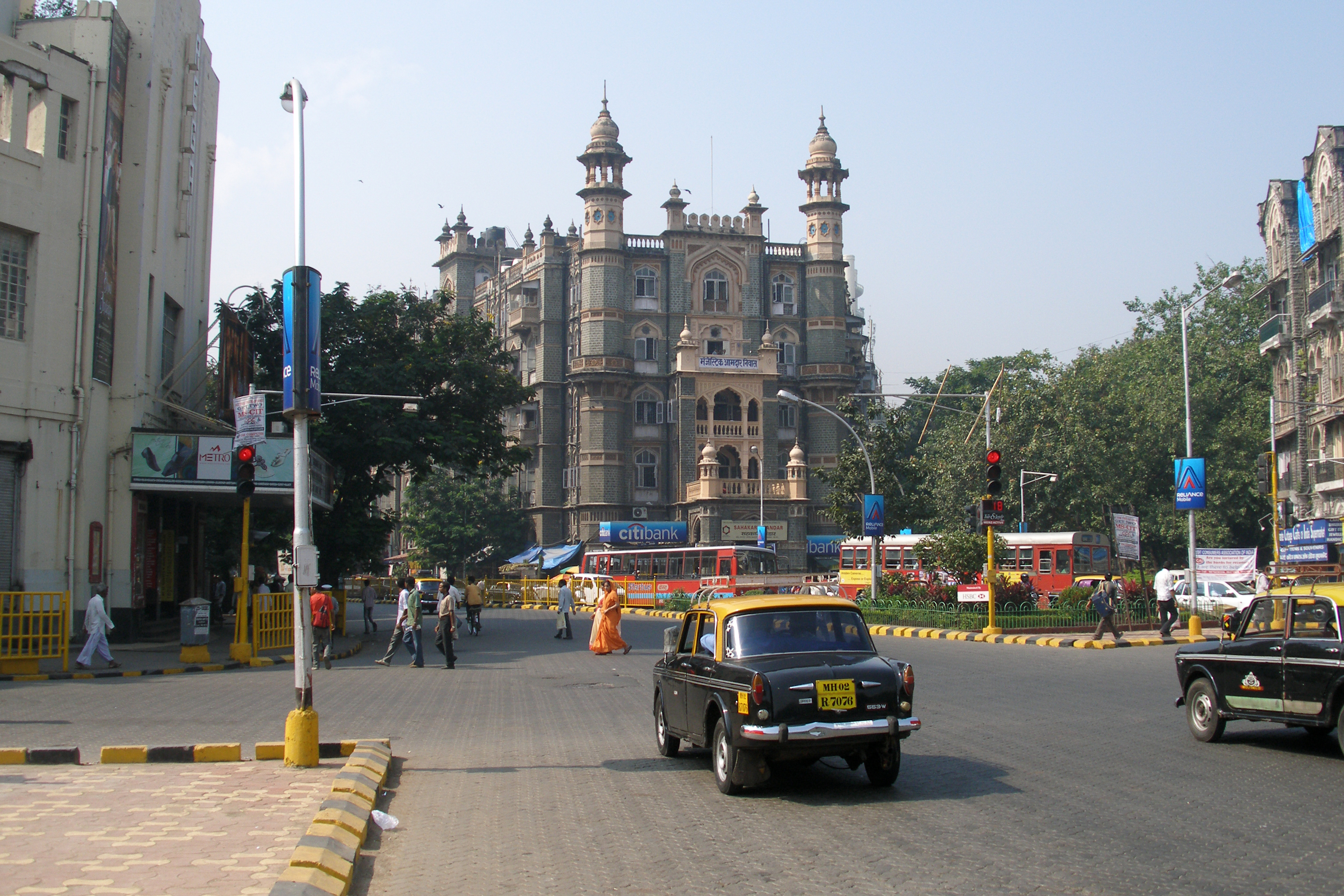
Величний Амдар Нівас
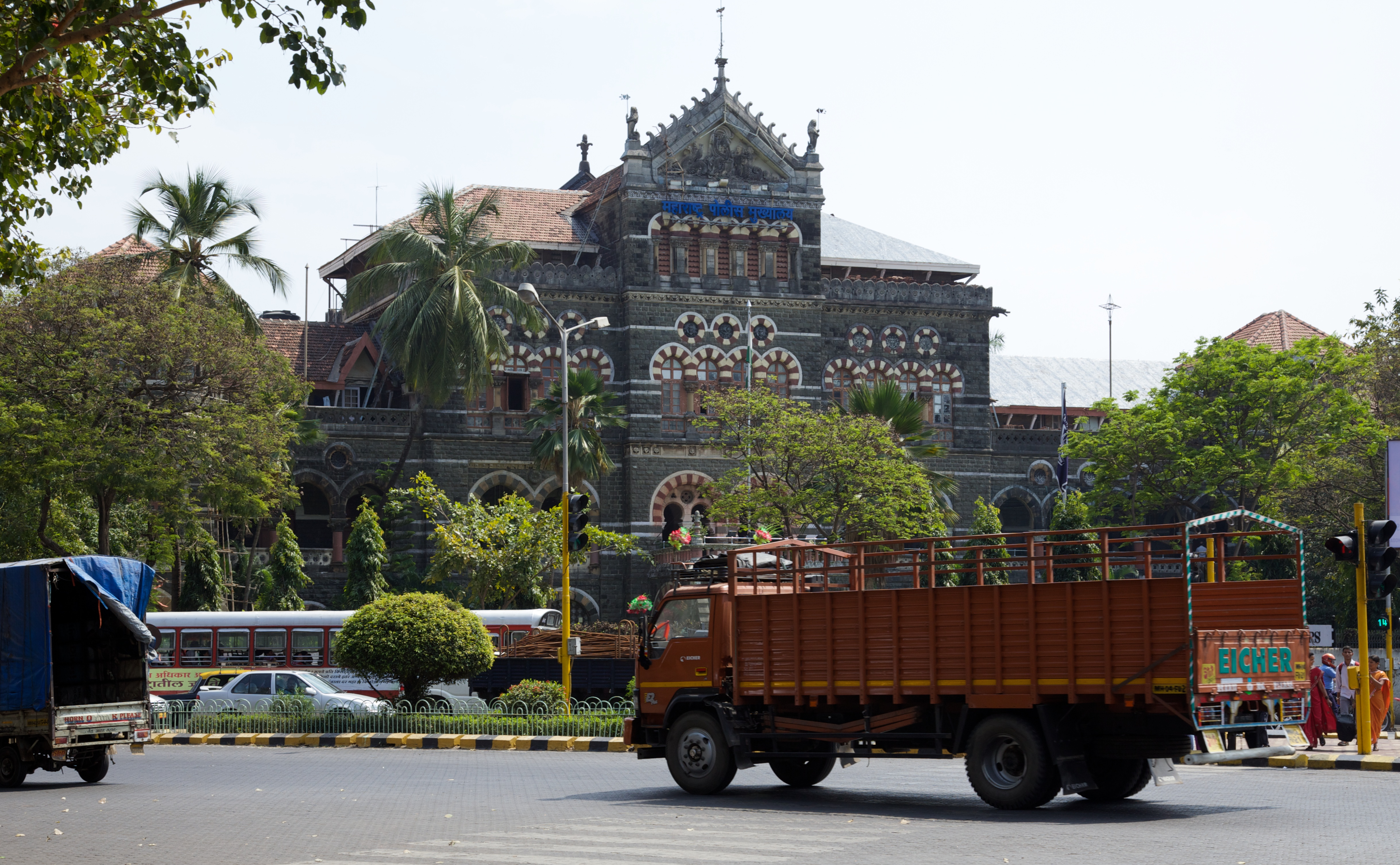
Штаб-квартира поліції Махараштри
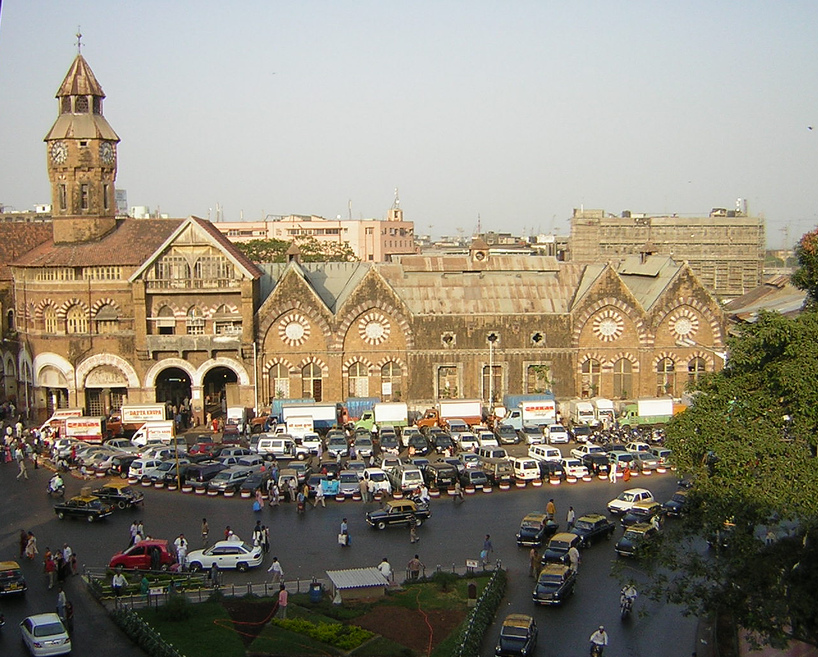
Ринок Кроуфорд
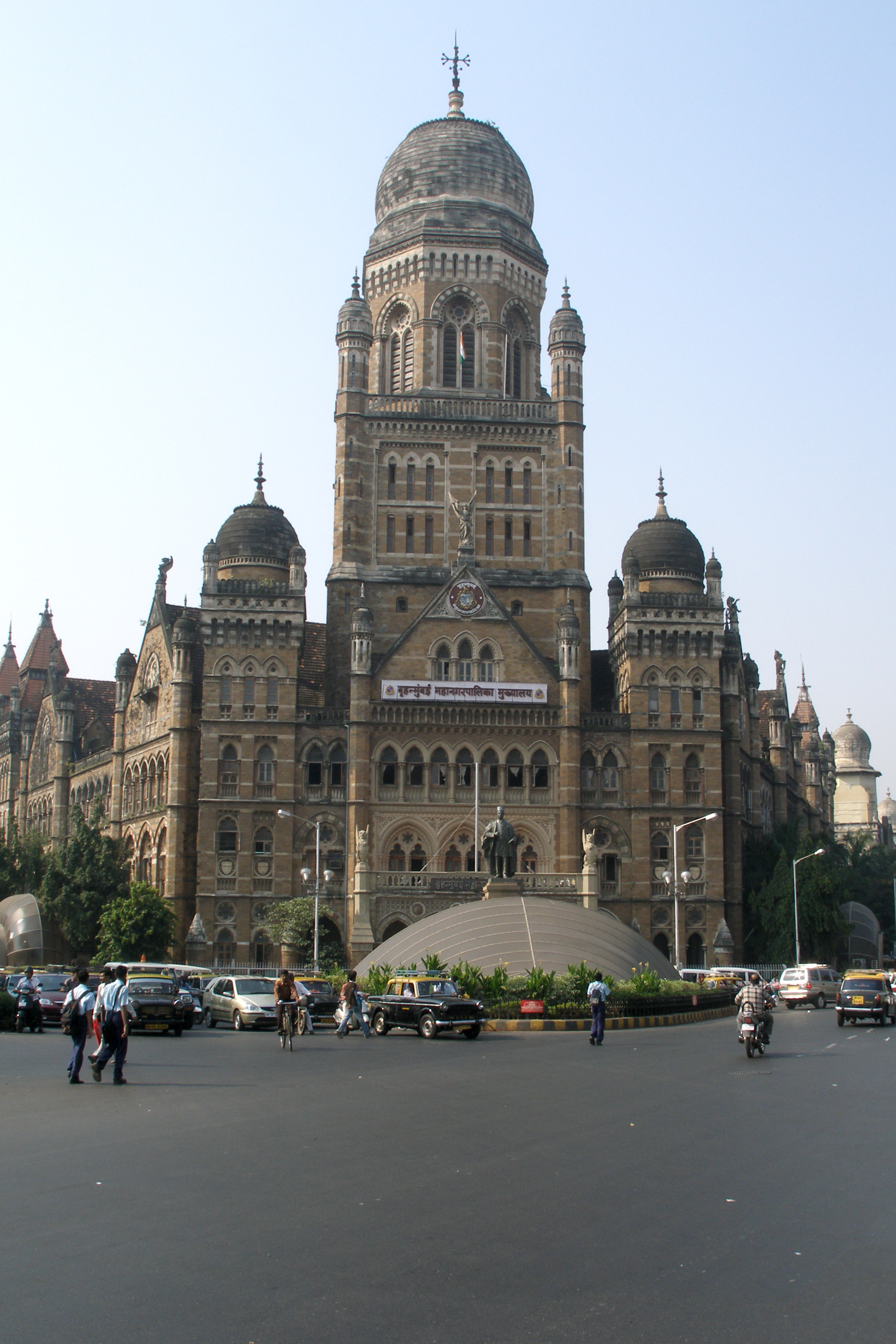
Муніципальна корпорація Великого Мумбая юудівля
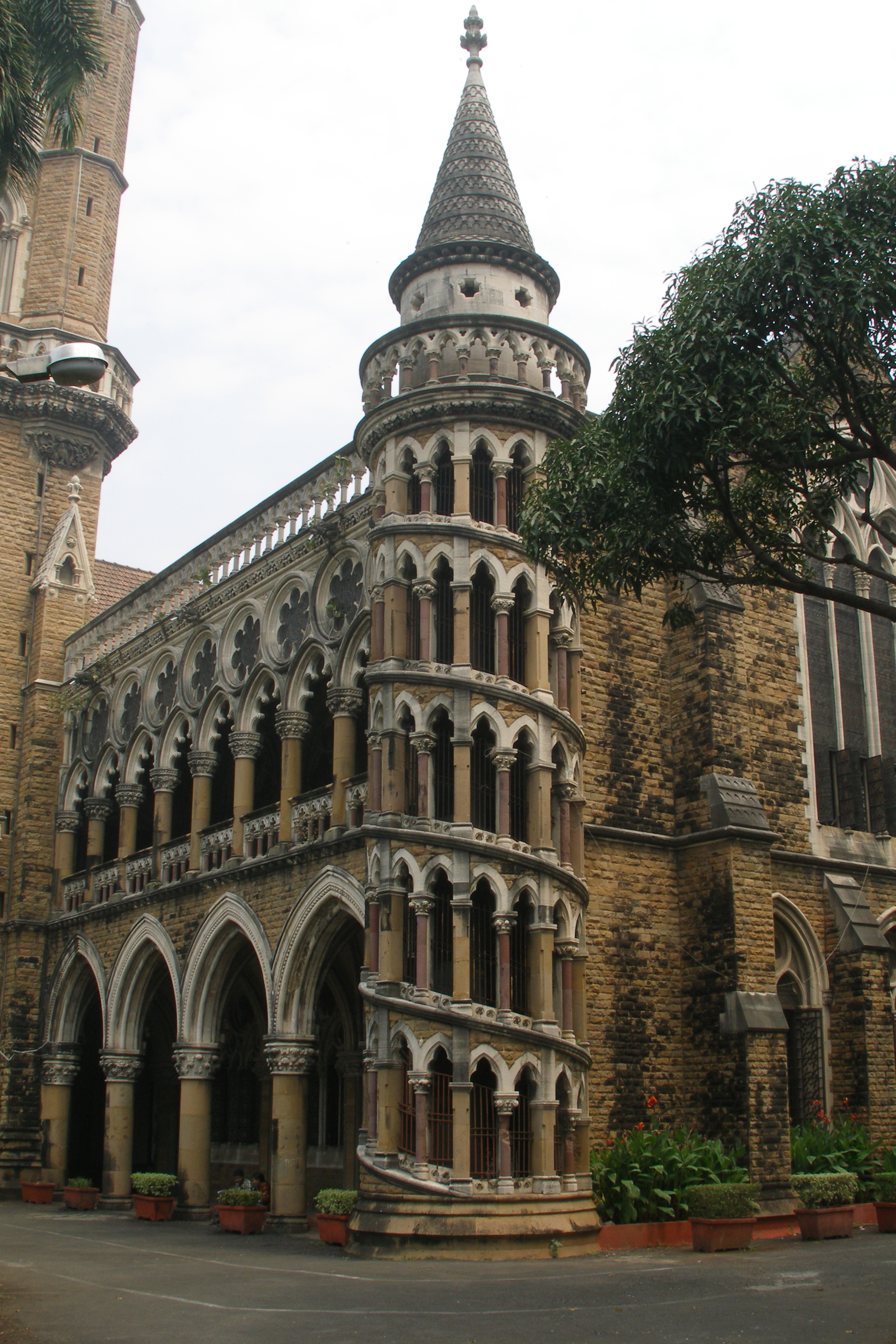
Бібліотека університету
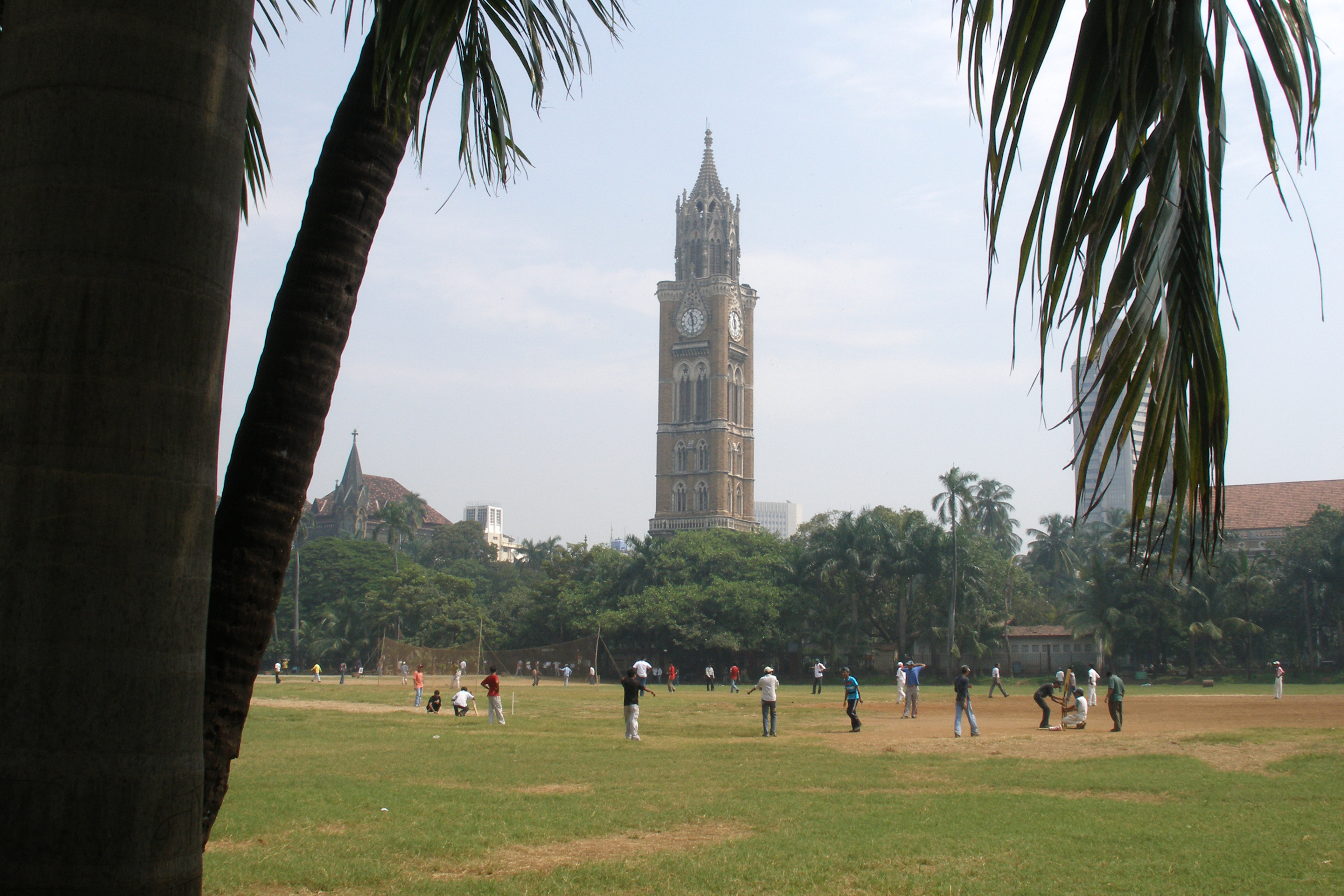
Годинникова вежа Раджабай
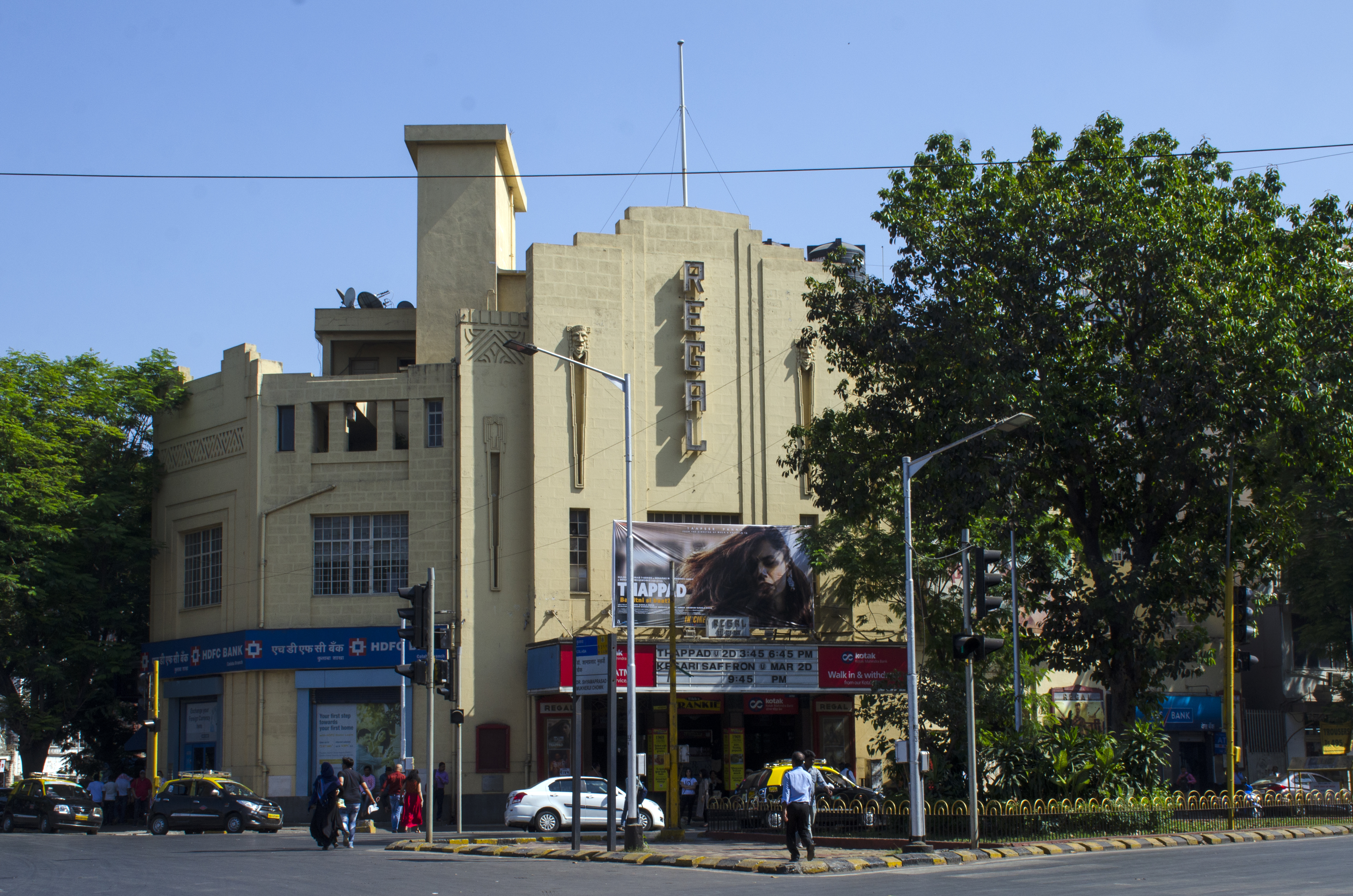
Кінотеатр Regal